# V1500 Cygni

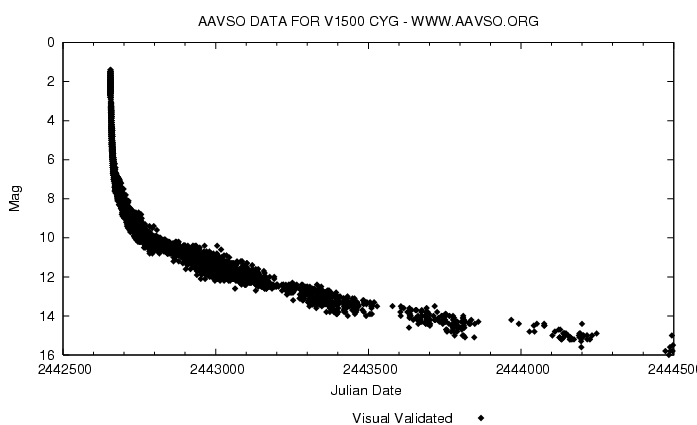
Curva de luz AAVSO para Nova Cygni 1975. Las fechas están en días julianos.

V1500 Cygni o Nova Cygni 1975 es una nova aparecida en la constelación de Cygnus en 1975. Esta nova alcanzó un brillo de  2,0. Tuvo el segundo brillo intrínseco más alto de cualquier nova del siglo XX, superado solo por CP Puppis en 1942.
V1500 Cygni fue descubierta el 29 de agosto de 1975 por Vicente Ferreira de Assis Neto, de Minas Gerais, y alcanzó un brillo aparente de magnitud 1.7 al día siguiente. Permaneció visible a simple vista durante aproximadamente una semana, y 680 días después del máximo, la estrella se había atenuado en 12.5 magnitudes. 
Es una estrella tipo AM Herculis, que consiste en una enana roja secundaria que deposita una corriente de material sobre una enana blanca altamente magnetizada. La distancia de V1500 Cygni fue calculada en 1977 por el Observatorio McDonald en 1.95 kiloparsecs (6360 años luz). Además, V1500 Cyg fue el primer polar asíncrono descubierto. Esto se refiere al hecho de que el período de rotación de la enana blanca es ligeramente diferente del período orbital binario.

## Ubicación
- Ascensión recta: 21h 11’ 36.6"
- Declinación: +48° 09’ 02.1"